# Куп Кариба 2010.
Куп Кариба 2010. (познат као Digicel Caribbean Cup−Дигисел Куп Кариба због спонзорства), било је шестнаесто издање Купа Кариба, основано од стране ФСК, једне од Конкакафових зона. Укупно 25 земаља је пријављено за квалификације.
Четири првопласиране екипе пласирале су се на Конкакафов златни куп 2011. Седам тимова из Карипске фудбалске уније није учествовали: Аруба, Бермуда, Француска Гвајана, Туркс и Кејкос, Америчка Девичанска Острва и Синт Мартин (Холандија).
Првобитно је било планирано да такмиченње почне 18. августа, а финални меч ће се одржати 28. новембра. Међутим, почетком августа 2010. CФУ је објавио другачији распоред који је показао да је такмиченње одложено до 2. октобра.. Такође, Баҳами су се повукли из такмиченња, остављајучи 23 тима. Групе су промењене, што је омогућило Куби и Антигви и Барбуди да се изборе за други круг квалификаcижа на рачун Гвајане и Ҳоландскиҳ Антила.

## Учесници
На турниру је учествовало укупно 23 репрезентације. Аруба је првобитно ушла, али се повукла непосредно пре почетка турнира, па је укупан број учесника од 24 спао на 23. Седам тимова ЦФУ – Аруба, Бахами, Бермуда, Француска Гвајана, Свети Мартен (Холандија), острва Туркс и Кајкос и Америчка Девичанска острва, није се пријавили, што у тоталу даје два учесника више него у издању 2008. године. Мартиник и Јамајка су се аутомтски квалификовали као домаћини и носиоци титуле. Шест најбоље пласираних тимова – Гренада, Гвадалупе, Куба, Хаити, Тринидад и Тобаго и Антигва и Барбуда – на основу резултата турнира 2008. године, ушли су аутоматски у другу рунду квалификација. Сви преостали учесници – Ангвила, Барбадос, Британска Девичанска острва, Кајманска острва, Доминика, Доминиканска Република, Гвајана, Монсерат, Холандски Антили, Порторико, Сент Китс и Невис, Света Луција, Свети Мартин, Свети Винсент и Гренадини и Суринам – су извучени да играју у првој рунди квалификација.
| Носилац | Репрезентација    | Слободан                | Белешка                              |
| ------- | ----------------- | ----------------------- | ------------------------------------ |
| 1       | Мартиник          | Финална групна фаза     | 2010. домаћин                        |
| 2       | Јамајка           | Финална групна фаза     | Шампион                              |
| 3       | Гренада           | друга прелиминарна фаза | друго место                          |
| 4       | Гваделуп          | друга прелиминарна фаза | треће место                          |
| 5       | Куба              | друга прелиминарна фаза | четврто место                        |
| 6       | Тринидад и Тобаго | друга прелиминарна фаза | Елиминисан из групне фазе са 4 поена |
| 7       | Хаити             | друга прелиминарна фаза | Елиминисан из групне фазе са 4 поена |
| 8       | Антигва и Барбуда | друга прелиминарна фаза | Елиминисан из групне фазе са 4 поена |
| 9       | Барбадос          | Није прошао             | Елиминисан из групне фазе са 0 поена |

## Квалификације
Квалификационо такмичење за Карипско првенство 2010. одржано је од 2. октобра до 14. новембра 2010. како би се одредили квалификациони тимови за финални турнир. Такмичио се 21 тим, а шест се квалификовало уз домаћина Мартиника и носиоца титуле Јамајке. Такмичење се играло у два кола, при чему су другопласирани тимови од другог до седмог са Карипског првенства 2008. прешли у други круг.

## Групна фаза
Финална рунда је одржана на Мартинику од 26. новембра до 5. децембра, а такмићење је дизајнирано да репрезентације учеснице финала буду подељене у две групе по четири репрезентације, а по две најбоље екипе из сваке групе су се пласирале у полуфинале. Јамајка и Мартиник су се аутоматски квалификовали за финалну групну фазу као носилац титуле и као домаћин.

### Група Х
| Репрезентација    | Ута. | Поб. | Нер. | Изг. | ГД | ГП | ГРаз. | Бод. |
| ----------------- | ---- | ---- | ---- | ---- | -- | -- | ----- | ---- |
| Куба              | 3    | 2    | 1    | 0    | 3  | 0  | +3    | 7    |
| Гренада           | 3    | 1    | 2    | 0    | 2  | 1  | +1    | 5    |
| Тринидад и Тобаго | 3    | 1    | 0    | 2    | 1  | 3  | –2    | 3    |
| Мартиник          | 3    | 0    | 1    | 2    | 1  | 3  | –2    | 1    |

| Тринидад и Тобаго | 0:2      | Куба                                  |
| ----------------- | -------- | ------------------------------------- |
|                   | Извештај | Хаиме Колом 23’ · Роберто Линарес 79’ |

| [[Фудбалска репрезентација Мартиника {{{altlink2}}}\|Мартиник]] | 1:1      | Гренада         |
| --------------------------------------------------------------- | -------- | --------------- |
| Жосе-Тијери Горон 79’ (пен.)                                    | Извештај | Китсон Бајн 29’ |

| Гренада         | 1:0      | Тринидад и Тобаго |
| --------------- | -------- | ----------------- |
| Китсон Бајн 69’ | Извештај |                   |

| [[Фудбалска репрезентација Мартиника {{{altlink2}}}\|Мартиник]] | 0:1      | Куба              |
| --------------------------------------------------------------- | -------- | ----------------- |
|                                                                 | Извештај | Јениер Маркез 28’ |

| Куба | 0:0      | Гренада |
| ---- | -------- | ------- |
|      | Извештај |         |

| [[Фудбалска репрезентација Мартиника {{{altlink2}}}\|Мартиник]] | 0:1      | Тринидад и Тобаго |
| --------------------------------------------------------------- | -------- | ----------------- |
|                                                                 | Извештај | Хагтон Хектор 47’ |

### Група И
| Репрезентација    | Ута. | Поб. | Нер. | Изг. | ГД | ГП | ГРаз. | Бод. |
| ----------------- | ---- | ---- | ---- | ---- | -- | -- | ----- | ---- |
| Јамајка           | 3    | 3    | 0    | 0    | 9  | 1  | +8    | 9    |
| Гваделуп          | 3    | 1    | 1    | 1    | 2  | 3  | –1    | 4    |
| Антигва и Барбуда | 3    | 1    | 0    | 2    | 2  | 4  | –2    | 3    |
| Гвајана           | 3    | 0    | 1    | 2    | 1  | 6  | –5    | 1    |

| Гвајана          | 1:1      | Гваделуп       |
| ---------------- | -------- | -------------- |
| Двејн Јакобс 86’ | Извештај | Лоик Ловал 70’ |

| Јамајка                                  | 3:1      | Антигва и Барбуда  |
| ---------------------------------------- | -------- | ------------------ |
| Лутон Шелтон 14’, 37’ · Дејн Ричардс 40’ | Извештај | Гејсон Грегори 48’ |

| Антигва и Барбуда  | 1:0      | Гвајана |
| ------------------ | -------- | ------- |
| Гејсон Грегори 69’ | Извештај |         |

| Гваделуп | 0:2      | Јамајка                              |
| -------- | -------- | ------------------------------------ |
|          | Извештај | Шон Френсис 53’ · Рајан Џонсон 90+3’ |

| Гваделуп           | 1:0      | Антигва и Барбуда |
| ------------------ | -------- | ----------------- |
| Жан-Лук Ламбор 41’ | Извештај |                   |

| Гвајана | 0:4      | Јамајка                                                     |
| ------- | -------- | ----------------------------------------------------------- |
|         | Извештај | Дејн Ричардс 42’ · Марвин Морган 49’, 75’ · Ерик Вернан 90’ |

## Нокаут фаза
|  | Полуфинале       | Полуфинале     |             |       | Финале | Финале |
|  |                  |                |             |       |        |        |
|  |                  |                |             |       |        |        |
|  |                  |                |             |       |        |        |
|  | Куба             | 1              |             |       |        |        |
|  | Куба             | 1              |             |       |        |        |
|  | Гваделуп         | 2              |             |       |        |        |
|  | Гваделуп         | 2              | Гваделуп    | 1 (4) |        |        |
|  |                  |                | Гваделуп    | 1 (4) |        |        |
|  |                  | Јамајка (пен.) | 1 (5)       |       |        |        |
|  | Јамајка (п.с.н.) | Јамајка (пен.) | 1 (5)       | 2     |        |        |
|  | Јамајка (п.с.н.) |                |             | 2     |        |        |
|  | Гренада          | 1              |             |       |        |        |
|  | Гренада          | 1              | Треће место |       |        |        |
|  |                  |                |             |       |        |        |
|  |                  |                |             |       |        |        |
|  |                  |                |             |       |        |        |
|  | Куба             | 1              |             |       |        |        |
|  | Куба             | 1              |             |       |        |        |
|  | Гренада          | 0              |             |       |        |        |

### Полуфинале
| Куба                    | 1:2      | Гваделуп                                       |
| ----------------------- | -------- | ---------------------------------------------- |
| Рејсандер Фернандез 34’ | Извештај | Грегор Гендри 55’ (пен.) · Жан-Лук Ламборд 78’ |

| Јамајка                         | 2:1 (п. с. н.) | Гренада         |
| ------------------------------- | -------------- | --------------- |
| Дејн Ричардс 7’ · Трој Смит 96’ | Извештај       | Китсон Бајн 13’ |

### Утакмица за треће место
| Гренада | 0:1      | Куба                |
| ------- | -------- | ------------------- |
|         | Извештај | Роберто Линарес 12’ |

### Финале
| Гваделуп                                                                          | 1:1 (п. с. н.) | Јамајка                                                                  |
| --------------------------------------------------------------------------------- | -------------- | ------------------------------------------------------------------------ |
| Лудовик Готин 37’                                                                 | Извештај       | Омар Камингс 32’                                                         |
| Пенали                                                                            |                |                                                                          |
| Лари Клавије · Грегори Гендри · Седрок Коле · Микаел Антон-Курие · Жан-Лук Ламбор | 4:5            | Родолф Остин · Лутон Шелтон · О'Брајан Вудбајн · Ерик Вернон · Трој Смит |

| Најбољи играч Родолф Остин | Победник Купа Кариба 2010. Јамајка 5° титула | Најбољи стрелац Китсон Бејн Ден Ричардс (по 3. гола) |